# کرم کوری رودخانه
کرم کوری رودخانه (نام علمی: Onchocerca volvulus) نام یک گونه از رده جداییان (سسرننتئا) است.